# Ca l'Estruch
|  | Per a altres significats, vegeu «Ca n'Estruch». |

Ca l'Estruch és una antiga fàbrica situada al barri de la Creu Alta de Sabadell, on des del 1995 s'allotja L'Estruch, fàbrica de creació de les arts en viu. Dins aquest equipament – propietat de l'Ajuntament de Sabadell – hi ha des del 2016 La Vela, on es produeix i representa circ, gràcies a un conveni amb la Generalitat de Catalunya.

## Edifici

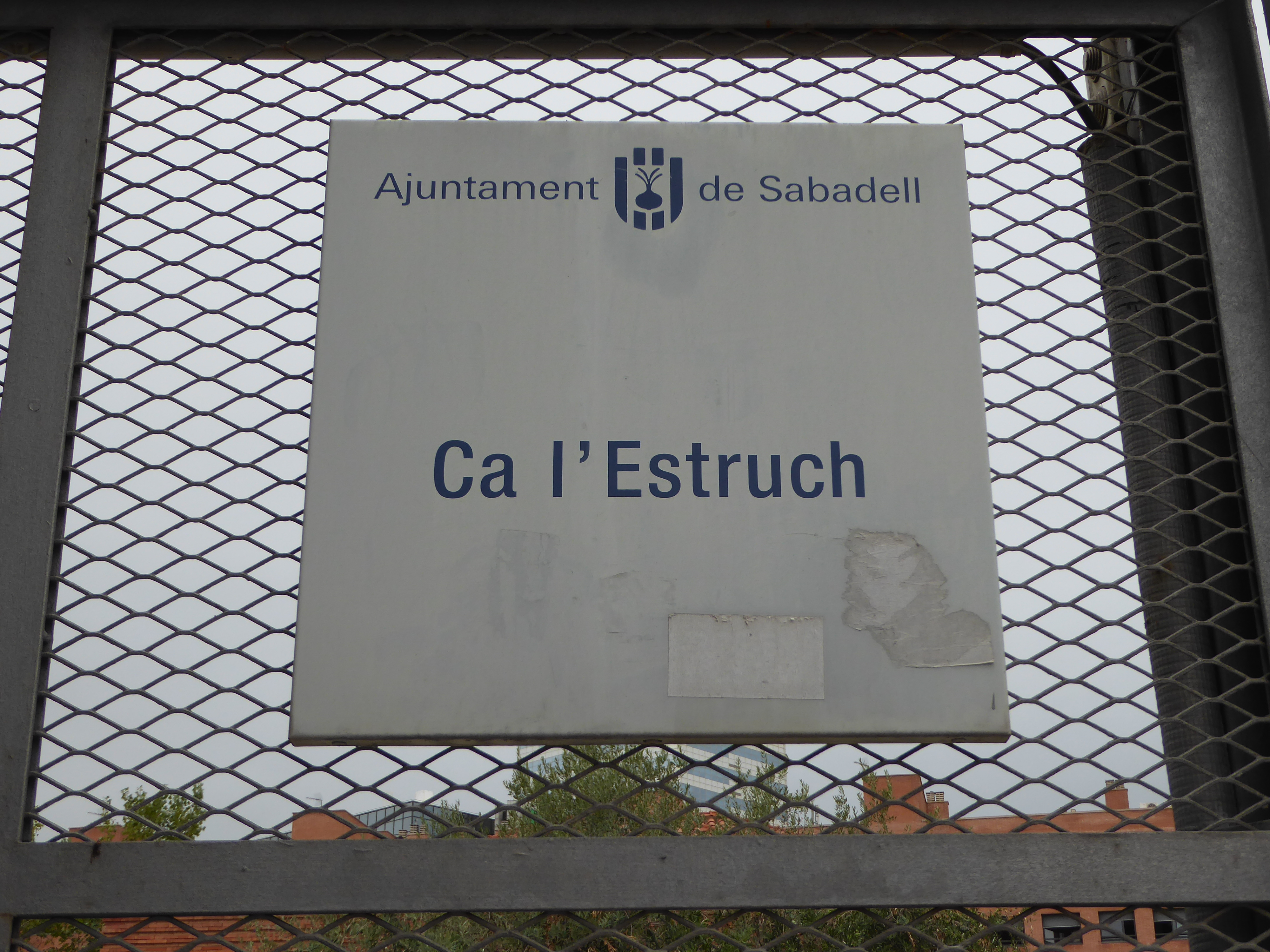
Placa a la porta d'entrada de Ca l'Estruch de Sabadell

L'edifici data del 1896 i es va construir amb Rafael Estany com a mestre d'obres. Era una fàbrica per a tints que va funcionar del 1896 al 1989. El 1906 s'amplià amb una nova nau. La xemeneia, que és la segona de la fàbrica i es va construir en l'etapa de l'electrificació, es troba a l'actual plaça de Lluís Casassas i data 1917-1919. És obra de l'enginyer Miquel Sampere i Oriach i es conserva sencera. L'edifici és propietat de l'Ajuntament de Sabadell des del 1991, quan el consistori el va comprar. Es va restaurar mitjançant l'Escola Taller Vapor Estruch –que depenia del Vapor Llonch– i es va inaugurar com a centre cultural l'any 1995.

## L'Estruch
L'Estruch és avui un centre cultural municipal que des del 1995 es dedica a la producció, la difusió i la formació artística contemporània i centrat en el teatre, la dansa, el circ, la música, la imatge i les arts visuals i performàtiques. Compta amb una sala d'exhibició de 190 localitats, un espai expositiu, 7 sales dedicades a la producció d'espectacles, 1 medialab, 1 sala multimèdia, 5 tallers de creació, 3 bucs insonoritzats d'assaig musical i un gran espai per a la construcció d'escenografies i assaigs de gran format. També disposa d'un espai relacional que funciona com a bar restaurant.
Com a centre de producció escènic, s'ha especialitzat en les arts en viu i acull gran part de les companyies locals dedicades a aquestes disciplines i també a un bon nombre de col·lectius professionals de dansa i circ que provenen de Catalunya, la resta de l'Estat i l'àmbit europeu. L'any 2013, la mitjana d'ocupació de la totalitat d'espais de treball fregava les 14.000 hores anuals, amb una mitjana mensual de 30 col·lectius i grups musicals.

### La Vela
La Vela és l'espai de circ inaugurat el 16 d'abril de 2016 dins el recinte de Ca l'Estruch. Fa 12,40 metres d'alçada, 28 metres de diàmetre i 615 metres quadrats i té un aforament de 400 localitats. És el resultat d'un acord del departament de Cultura amb l'Ajuntament de Sabadell, després que Vilanova i la Geltrú en cedís l'equipament.